# Premijer Ujedinjenog Kraljevstva
Premijer Ujedinjenog Kraljevstva Velike Britanije i Sjeverne Irske je, praktički, politički vođa Ujedinjenog Kraljevstva. On/a djeluje kao šef Vlade Njegovog Veličanstva i kao drugi premijeri u westminsterskim sustavima je (zajedno sa svojim kabinetom) de facto nositelj izvršne vlasti u Britaniji, koji vrši mnoge izvršne dužnosti nominalnu u rukama suverenena, koje se navode kao "kraljevski prerogativ". Prema običaju, premijer i Kabinet (pod njegovim vodstvom) za svoja djela odgovaraju Parlamentu, čiji su danas, prema običaju, članovi. Trenutni premijer Ujedinjene Kraljevine je Keir Starmer.

## Zanimljivosti
Naslov je službene rezidencijalne mačke premijera Ujedinjenog Kraljevstva u 10 Downing Streetu Glavni mišolovac Kabinetskog ureda.